# Mark Parkinson
Mark Parkinson, né le 24 juin 1957 à Wichita (Kansas), est un juriste, homme d'affaires et politique américain. Il est lieutenant-gouverneur démocrate de l'État du Kansas de 2007 à 2009 et devient, 28 avril de la même année, à la suite de la nomination de Kathleen Sebelius comme secrétaire à la Santé et aux Services sociaux des États-Unis dans l'administration Obama, gouverneur du Kansas pour terminer le mandat de sa prédécesseur.

## Biographie

### Jeunesse, études et carrière dans le secteur privé
Mark Parkinson naît le 24 juin 1957, à Wichita, dans l'État américain du Kansas, dans une famille originaire de Scott City, dans l'ouest de l'État, où elle possède toujours une ferme.
Il sort diplômé Summa Cum Laude de l'université d'État de Wichita, en 1980, et termine premier de sa promotion de l'école de droit de l'université du Kansas, en 1984. Il travaille ensuite comme juriste, fondant avec des associés son propre cabinet, le cabinet Parkinson, Foth & Orrick. En 1996, il quitte la pratique du droit pour développer des résidences assistées.

### Carrière politique
Mark Parkinson entre en politique, comme républicain, en 1990. Il est élu à la Chambre des représentants du Kansas, de 1991 à 1992, puis au Sénat du Kansas, de 1993 à 1997. De 1999 à 2003, il est le président du Parti républicain au Kansas. En 2004, il devient président de la Chambre de commerce de la région de Shawnee et en 2004, président des présidents des six chambres de commerce du comté de Johnson.
En mai 2006, la gouverneure démocrate de l'État, Kathleen Sebelius annonce qu'il rejoint le Parti démocrate et est son colistier candidat au poste de lieutenant-gouverneur, pour l'élection gouvernatoriale du Kansas ; le lieutenant-gouverneur sortant, John E. Moore, également un républicain qui avait rejoint les démocrates peu de temps avant de devenir le colistier de Kathleen Sebelius, ne se représentant pas. Elle justifie alors son choix par l'expérience de Mark Parkinson dans le monde des affaires et le travail qu'il a mené, aussi bien avec les républicains qu'avec les démocrates, à la législature du Kansas.
Le 28 avril 2009 à la suite de la nomination de la gouverneure comme secrétaire à la Santé et aux Services sociaux des États-Unis dans le gouvernement fédéral Obama, il devient le quarante-cinquième gouverneur du Kansas. Il choisit Troy Findley comme nouveau lieutenant-gouverneur. Il développe une politique de soutien aux infrastructures et aux énergies renouvelables et ne se représente pas en 2010.

## Source
- (en) Cet article est partiellement ou en totalité issu de l’article de Wikipédia en anglais intitulé « Mark Parkinson (Kansas politician) » (voir la liste des auteurs).